# Мотсепе, Патрис
Патрис Тлхопане Мотсепе (англ. Patrice Tlhopane Motsepe; род. 28 января 2004, Соуэто, Гаутенг) — южноафриканский юрист, предприниматель, филантроп и спортивный функционер. С 12 марта 2021 года является президентом Африканской конфедерации футбола. Мотсепе является основателем и исполнительным директором добывающей компании African Rainbow Minerals, входит в советы директоров ряда крупных компаний, в том числе золотодобывающей компании Harmony Gold Mining. В 2021 году Forbes оценил состояние Мотсепе в 3 млрд долларов США и поставил его на девятое место в рейтинге богатейших людей Африки. В 2003 году Мотсепе стал владельцем футбольного клуба «Мамелоди Сандаунз». В 2013 году присоединился к филантропической кампании «Клятва дарения», пообещав пожертвовать половину своего состояния на благотворительные цели.

## Семья
Сестры:
- Тшепо Мотсепе, врач, замужем за Сирилом Рамафоса, первая леди ЮАР с 2018 года.
- Бриджетт Радебе, бизнесвумен, замужем за Джеффом Радебе, занимавшим различные министерские посты в правительстве ЮАР.

Жена — Прешес Молои-Мотсепе, врач, филантроп, организатор показов мод, канцлер Кейптаунского университета.